# 島園站
島園站（英語：Island Gardens DLR station）是位於倫敦狗島（Isle of Dogs）地區的碼頭區輕便鐵路車站，位處泰晤士河北岸。島園屬於倫敦第2收費區。

## 站名來源
該站站名來自車站側邊的島園（Island Gardens）。島園是一個公共公園，遊人能眺望泰晤士河對岸的前格林威治醫院及國家海事博物館的古典建築物。此外，橫跨泰晤士河的格林威治行人隧道北岸入口也位於島園內。

## 發展沿革

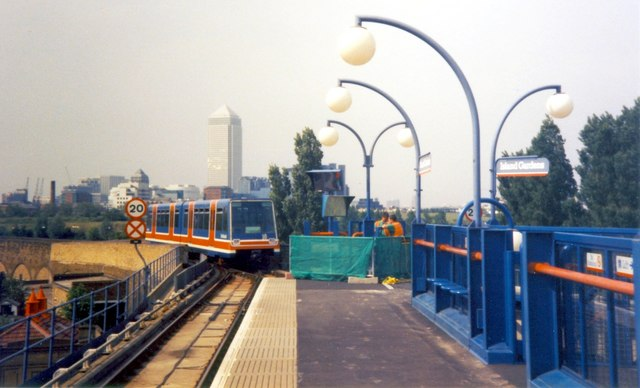
重置前的島園站

原來的島園站於1987年8月31日作為輕鐵早期系統的南部總站通車。當時的島園站建於米禾爾延線鐵路的南部總站北格林威治站舊址上。舊島園站為架空車站，擁有兩個能容納1卡車廂的月台。 
由於興建路維森輕鐵支綫需要興建一條深層過河隧道，故舊島園站需被拆卸，於舊站北面的位置重置地底車站。舊站與連接的架空天橋在新綫通車後遭拆卸。.

## 相片集

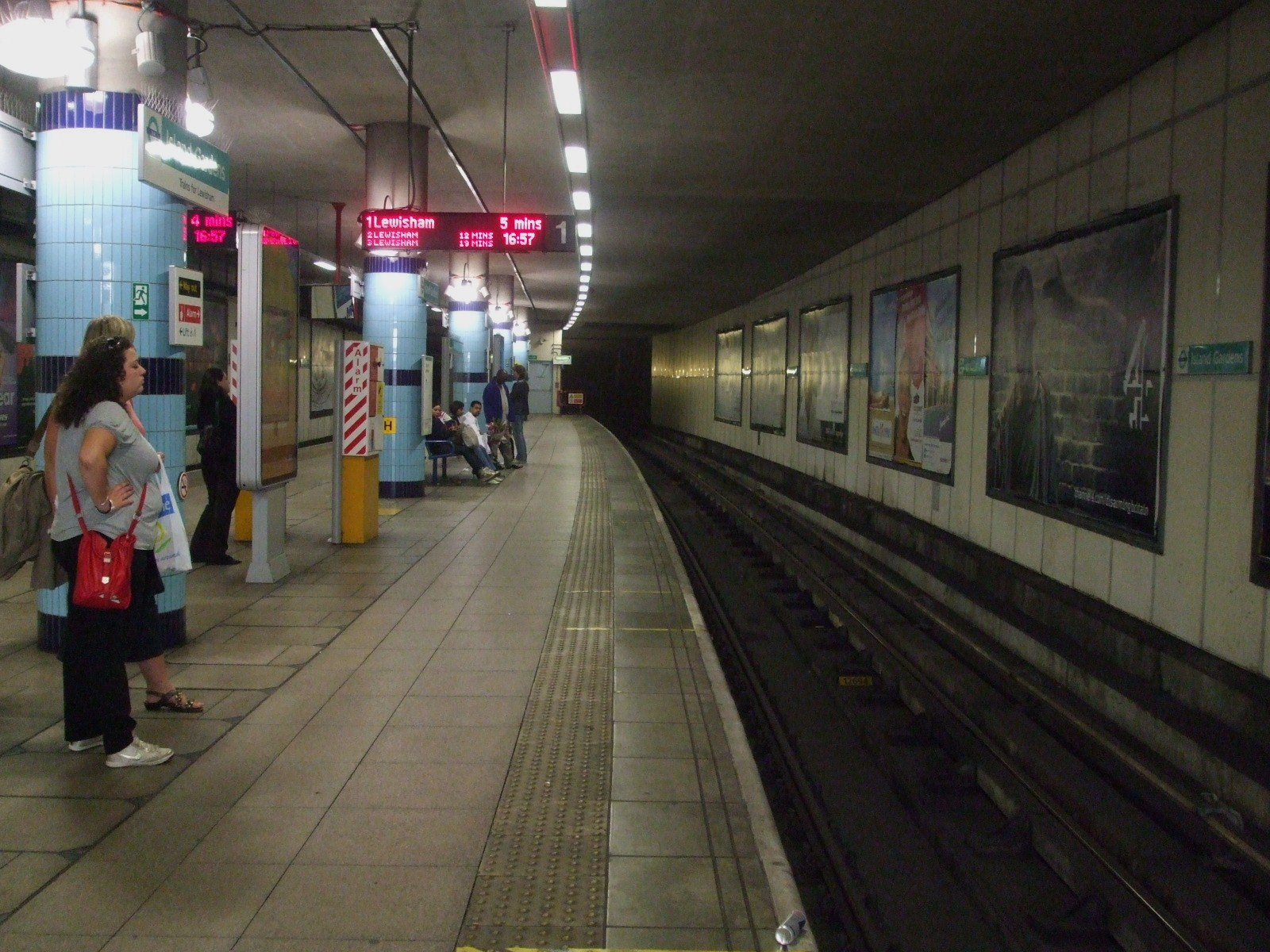
南行月台北望
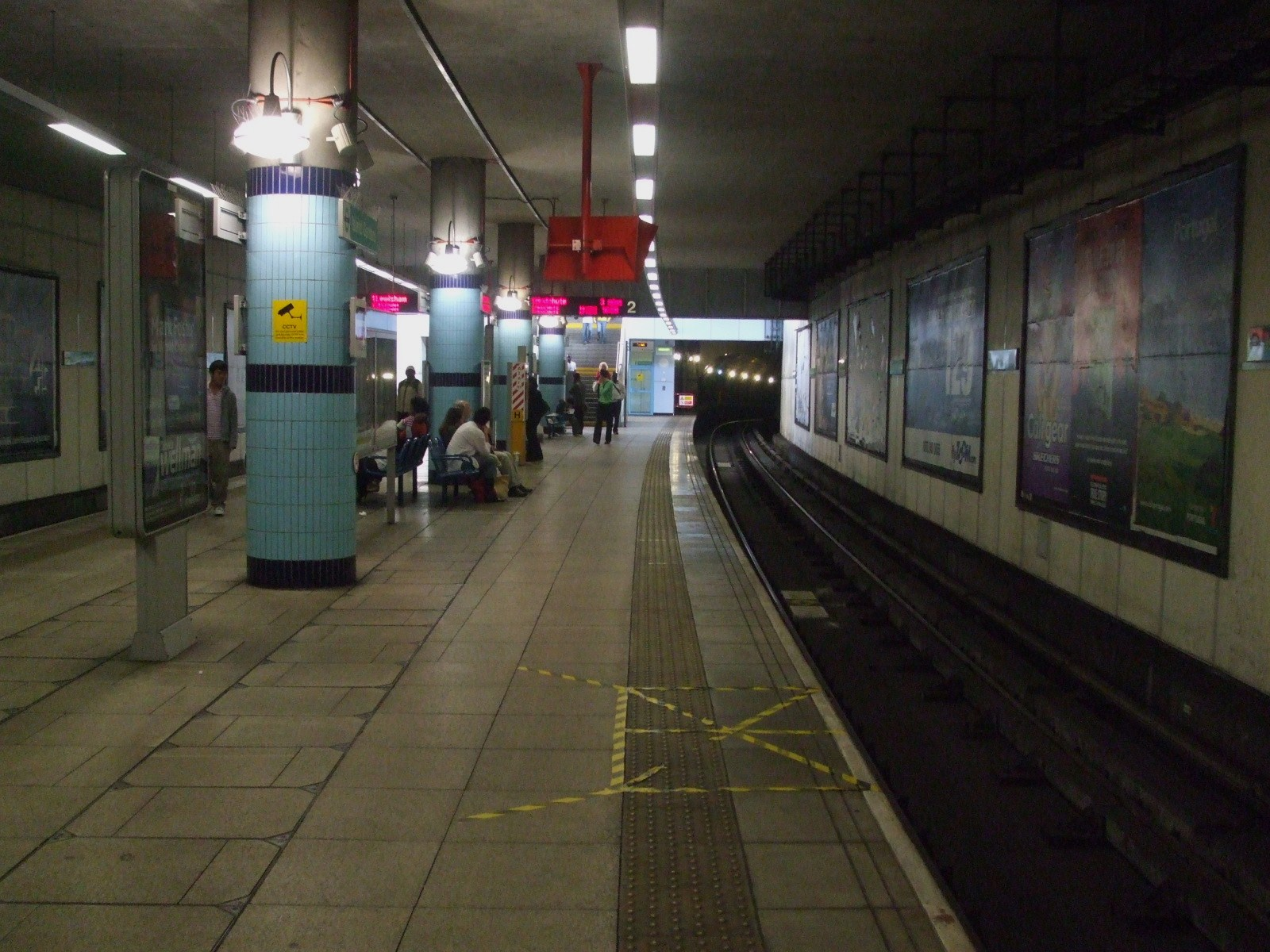
北行月台南望
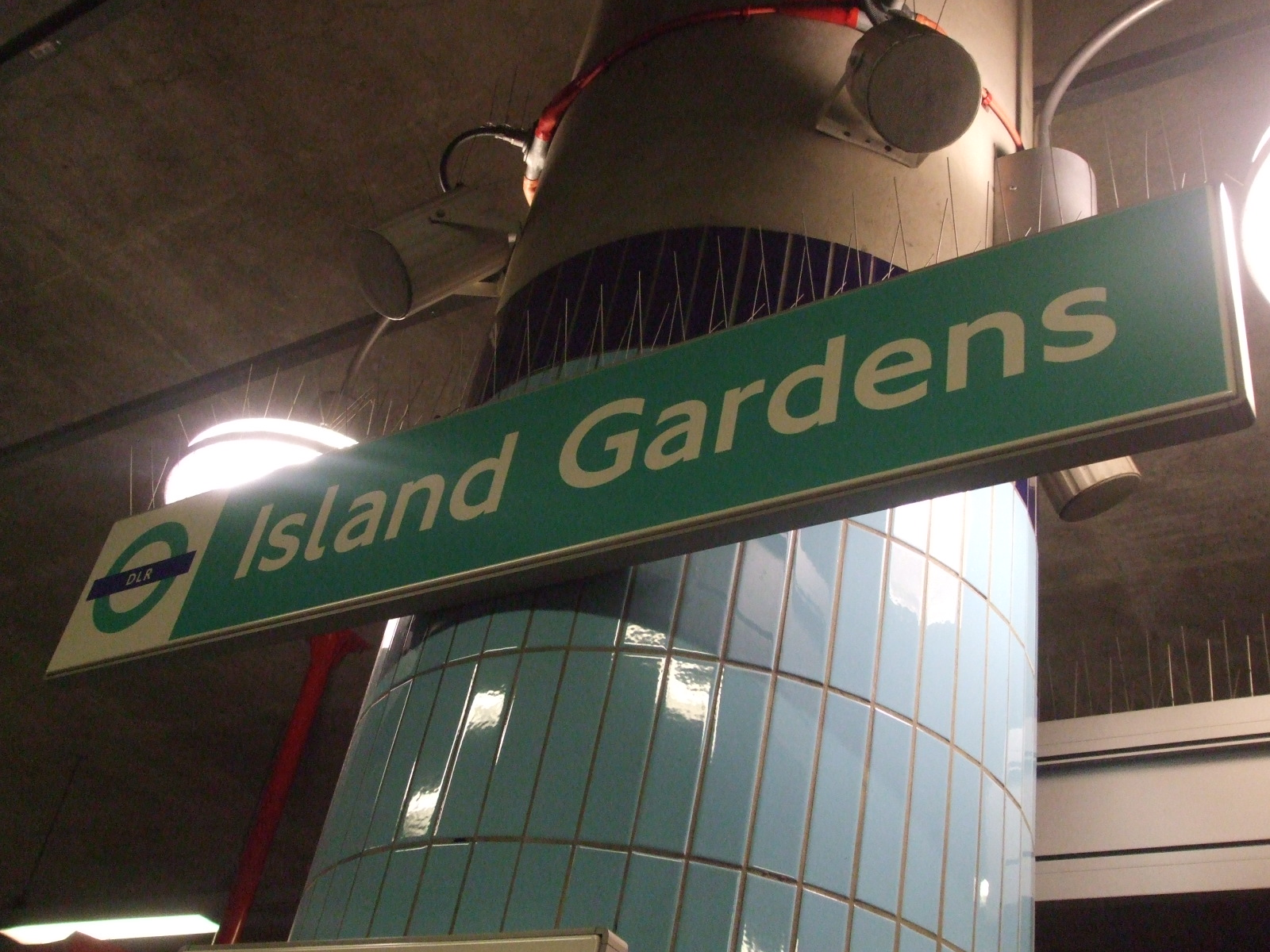
站名牌
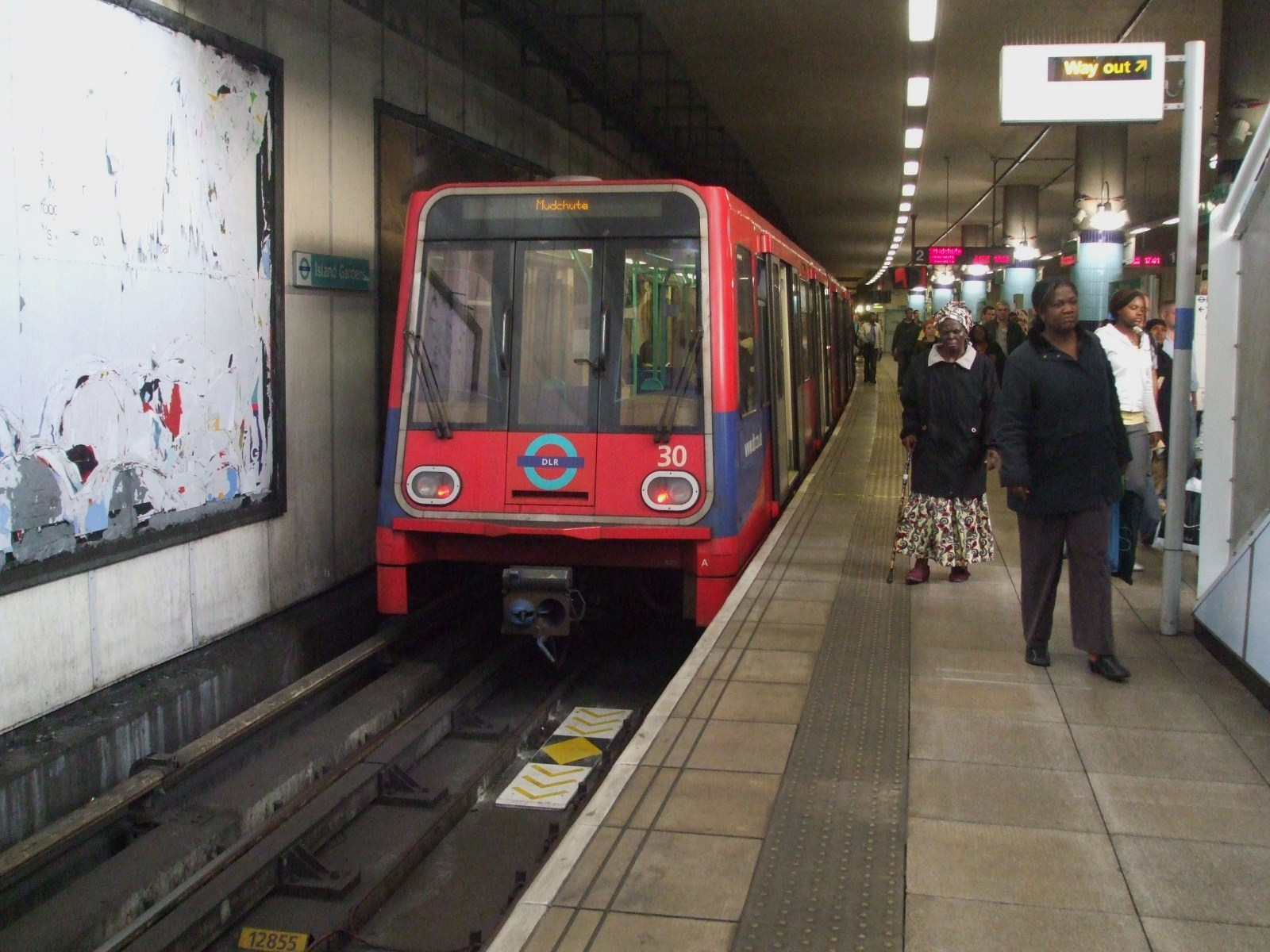
30號車廂正準備開行

## 外部連結
- 碼頭區輕鐵 - 島園車站 （页面存档备份，存于）

51°29′16.9″N 0°0′37.8″W / 51.488028°N 0.010500°W